# Сагиз (Макатский район)
Сагиз (каз. Сағыз) — бывший посёлок городского типа в Макатском районе Атырауской области Казахстана. Располагался в 30 км от реки Сагиз и в 23 км от железнодорожной станции Доссор (на линии Кандыагаш — Атырау). С 1942 года имел статус рабочего посёлка.
По данным всесоюзной переписи населения 1979 года в посёлке проживало 439 человек (207 мужчин и 232 женщины).
Население занималось добычей нефти.

## Население
| Численность населения | Численность населения | Численность населения | Численность населения |
| 1959                  | 1970                  | 1979                  | 2007                  |
| --------------------- | --------------------- | --------------------- | --------------------- |
| 1357                  | ↘855                  | ↘439                  | ↘0                    |